# Barraganete
En náutica, los barraganetes de una embarcación, son las piezas estructurales de madera larga y curvada, que forma la parte más alta de la ligazón (conjunto de piezas) de cada cuaderna.

## Etimología
El nombre barraganete tiene su origen de una pieza de madera (llamada también macizo, lampazo) que se introducía entre pares de ligazones o pares de palmejares con mucho claro, divididas o viejas; para darle  al par más fortaleza y en el caso de las ligazones, también poner mejor las tablas.
Los barraganetes cuando se hacen altos para realzar los costados se llaman Asta, Apostura y Aposturage, y en los Astilleros de Vizcaya, Urnicion.
Asimismo, se llama barraganete, al remate de revés corto de éste.

## Diferencia
Se diferencia de la falca (que algunos llaman barraganete), en que ésta:
- La lleva una embarcación menor (bote).
- No es estructural, sino de quita y pon.
- Se coloca sobre la regala.